# AmigaBASIC
O AmigaBASIC foi um interpretador da linguagem de programação BASIC implementada pela Microsoft para o Amiga. O AmigaBASIC vinha incluído nas versões 1.1 a 1.3 do sistema operativo AmigaOS. Sucedeu ao ABasiC da Metacomco, que vinha incluído no AmigaOS 1.0 e 1.1. AmigaBASIC foi destronado pela ARexx, uma linguagem de scripts baseado em REXX, a partir da versão 2.0 do AmigaOS.